# Gigny-sur-Saône
Gigny-sur-Saône – miejscowość i gmina we Francji, w regionie Burgundia-Franche-Comté, w departamencie Saona i Loara.
Według danych na rok 1990 gminę zamieszkiwało 401 osób, a gęstość zaludnienia wynosiła 28 osób/km² (wśród 2044 gmin Burgundii Gigny-sur-Saône plasuje się na 528. miejscu pod względem liczby ludności, natomiast pod względem powierzchni na miejscu 678.).